# 穆罕默德·巴希爾
穆罕默德·巴希爾（羅馬化：Muḥammad al-Bashīr；1984年—），是一名敘利亞工程師兼政治人物，自2025年3月起任能源部部長。末任敘利亞總理，曾就职于救国政府和过渡政府。
2025年3月13日，随着临时宪法通过，叙利亚实行总统制，行政权力集中在总统手上。3月29日，第二屆敘利亞過渡政府成立，不设置总理。

## 生平
巴希爾出生於1983年，家鄉是伊德利布省扎維耶山地區的馬紹恩村。他在2007年從阿勒頗大學取得電子工程學位。到2011年，他擔任敘利亞天然氣公司天然氣廠精密儀器部門的主管。2021年，他從伊德利布大學取得伊斯蘭教法與法律的學位，並同時獲得行政組織和項目管理的專業認證。

## 事蹟
巴希爾成為部長之前，其在救國政府宗教事務部擔任伊斯蘭教育主任長達兩年半。隨後，他升任發展與人道主義事務部的協會事務副主任及主任。從2022年到2023年，他擔任阿里·科達內閣中的發展與人道主義事務部長 。

### 敘利亞救國政府總理（2024年）
2024年1月，救國政府協商會議投票選出巴希爾為總理。他的競選綱領主張重點在於推動電子化政府和政府自動化。他的政府減低房地產費用，放寬規劃限制，並啟動對伊德利布市區規劃擴張的諮詢計劃。在2024年3月5日，當伊德利布同時爆發反對沙姆解放組織的示威活動與開始齋戒月時，巴希爾簽署一項特赦令，對除重罪犯外的囚犯進行特赦。
2024年11月下旬，沙姆解放組織及其他反對派組織發動了西北敘利亞的攻勢，成功佔領阿勒頗，擴大救國政府的控制範圍。在新聞發佈會上，巴希爾表示這次行動是為回應敘利亞政府軍對平民的攻擊，他聲稱政府軍的攻擊導致數萬平民流離失所。2024年12月4日，巴希爾前往阿勒頗監督政府辦公室重新開放，並對重返工作崗位的前政府僱員表示讚揚。

### 敘利亞總理（2024年—2025年）
2024年12月9日，阿薩德政權垮台後，巴希爾在與沙姆解放組織領導人艾哈邁德·沙拉和即將卸任的敘利亞總理穆罕默德·賈拉利會面協調權力移交後，受命組成第一屆敘利亞過渡政府。第二日，他被敘利亞總指揮部正式任命為過渡政府總理。巴希爾在電視聲明中宣佈，救國政府官員將與上屆政府代表舉行會晤推動權力移交，救國政府內閣亦將在過渡政府中承擔相應職責。
阿薩德政權垮台後，《2012年敘利亞復興黨憲法》被廢止，新的《2025年敘利亞臨時憲法》建立總統制，行政權力集中在總統手中，總統擁有任命各部長的權力，但沒有總理職位；2025年3月29日，敘利亞總統艾哈邁德·沙拉在大馬士革人民宮舉行的儀式上依照此法宣佈成立第二屆敘利亞過渡政府，新任部長宣誓就職並發表演講概述他們的議程，該政府取代阿薩德政權垮台後成立的第一屆敘利亞過渡政府，並正式廢除了總理職位。

### 能源部（2025年至今）
2025年3月29日，巴希爾被任命為第二屆過渡政府能源部部長，負責恢復在敘利亞內戰期間遭到嚴重破壞的電力和石油部門。